# Barco de desembarco ruso Tsézar Kunikov
Tsézar Kunikov (BDK-64) (en ruso: Цезарь Куников [БДК-64], romanizado: Tsezar' Kunikov) fue un buque de desembarco del Proyecto 775 (designación OTAN: clase Ropucha-I )(Bol'shoy Desantnyy Korabl) de la Armada rusa. Llevaba el nombre de Tsézar Kúnikov, el comandante de un grupo de desembarco que capturó la cabeza de playa en la operación Málaya Zemlia, un héroe de la Unión Soviética. Fue hundido en 2024 en el mismo día que Tsézar Kúnikov murió en 1943, el 14 de febrero.
El barco fue construido en el astillero de Gdańsk en Gdańsk, entonces República Popular de Polonia, y botado el 30 de octubre de 1986.
Estaba en servicio con la 197.ª Brigada de Buques de Desembarco de la Flota del Mar Negro, de la 30.ª División de Buques de Superficie, y tenía su puerto base en Sebastopol. Estaba bajo el patrocinio de la ciudad de Zelenogrado (desde 1998) y del Óblast de Cheliábinsk (desde 2011).

## Historial de servicio

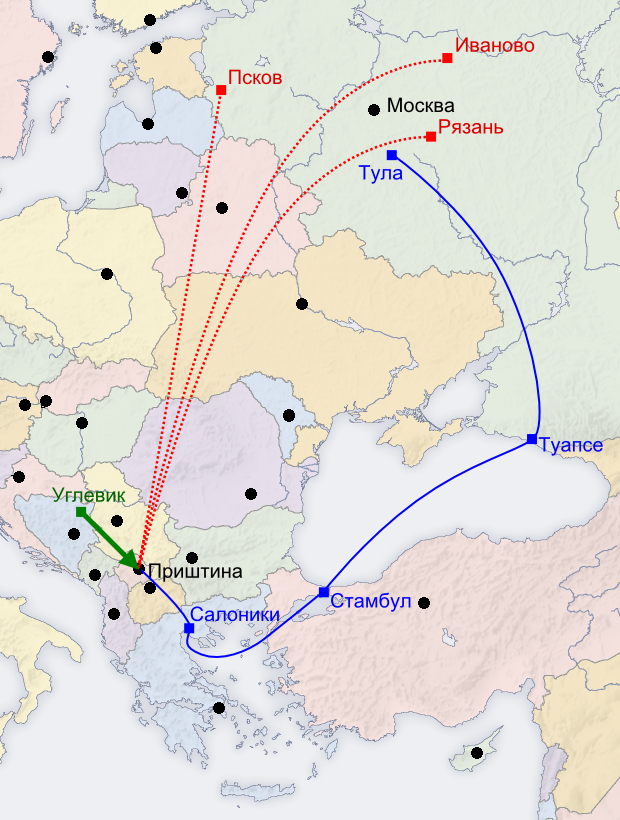
Redistribución de las tropas de la KFOR rusa

### Guerra Civil Siria
En octubre de 2015, el Tsézar Kunikov fue enviado a Siria con un cargamento de armas y municiones para el Ejército Árabe Sirio.

### Guerra Ruso-Ucraniana
El 24 de marzo de 2022, el Estado Mayor de las Fuerzas Armadas de Ucrania informó que Tsézar Kunikov y su barco gemelo Novocherkassk habían resultado dañados durante un ataque que destruyó el barco de desembarco Saratov, de la clase Tapir, en el puerto de Berdiansk durante la invasión rusa de Ucrania en 2022. El vídeo del incidente muestra dos buques de guerra clase Ropucha, posiblemente los barcos hermanos Tsézar Kunikov y Novocherkassk, retirándose del puerto poco después del ataque; uno de los castillos de proa de los barcos en retirada, estaba en llamas, aunque no está claro cuál.
El 18 de abril de 2022 se informó que el comandante del barco, el capitán de tercer rango Alexander Chirva, murió durante la invasión de Ucrania.
El 24 de agosto de 2022 se informó que el Tsézar Kunikov y su barco gemelo Novocherkassk estaban fuera de servicio debido a la falta de repuestos para reparar los barcos. La falta de repuestos se atribuyó a las sanciones impuestas a Rusia.
El 14 de febrero de 2024, el Tsézar Kunikov fue hundido por drones marinos MAGURA V5 ucranianos en una operación de las fuerzas especiales del Grupo 13 del GUR, mientras navegaba por las costas de Crimea.